# Madagaskarboas
Die Madagaskarboas (Acrantophis) sind eine Gattung der Schlangen innerhalb der Familie der Boas. Sie umfasst zwei Arten: die Nördliche- und die Südliche Madagaskarboa, welche nur auf Madagaskar und dessen umliegenden Inseln beheimatet sind.

## Beschreibung
Die Grundfärbung der beiden Arten schwankt zwischen grau-braun über rotbraun bis hin zu beigen Farben. Die Zeichnung der Tiere ist recht gleichmäßig. Sie besteht aus schwarzen oder dunkelbraunen Rhomben, die manchmal ein undeutliches Zickzackmuster bilden. Seitlich befinden sich ovale schwarze, weiß gerandete Flecken. Die Bauchseite ist cremefarben bis weiß. Mit zunehmendem Alter lässt die Kräftigkeit der Farben etwas nach, und das Muster verschwimmt mitunter. Der Körperbau ist bei beiden Arten sehr kompakt und kräftig. Die Nördliche Madagaskarboa wird im Vergleich zur Südlichen Madagaskarboa noch etwas größer und gedrungener. Diese bleibt mit einer durchschnittlichen Gesamtlänge zwischen 160 und 190 Zentimetern, gegenüber den etwa 250 bis 270 Zentimetern der Nördlichen-Madagaskarboa doch bedeutend kleiner. Der Kopf ist deutlich vom Körper abgesetzt. Die Pupillen sind wie bei allen Boas senkrecht geschlitzt. Der Schwanz der beiden Arten ist kurz und seitlich der Kloake befinden sich die Aftersporne.

## Verbreitung

### Verbreitungsgebiet
Die beiden Arten bewohnen neben der Insel Madagaskar auch die nicht weit entfernt gelegenen Maskarenen. Wie weit sie sich auf die vorgelagerten Inseln ausgebreitet haben, ist noch völlig unbekannt, dies muss erst mit genauen Studien durch Feldherpetologen untersucht werden.

### Lebensraum
Der Lebensraum der Südlichen Madagaskarboa sind teilweise die trockenen und heißen Gebiete im Süden und Südwesten von Madagaskar. Dort trifft man sie dann aber immer in der Nähe von Gewässern und Flussläufen an. Das weitaus größere Verbreitungsgebiet erstreckt sich über die südlich gelegenen tropischen Regenwälder der Insel. Die Nördliche Madagaskarboa bevorzugt als Lebensraum die trockeneren Gebiete im nördlichen und mittleren Madagaskar.

## Lebensweise
Die Lebensweise der beiden Arten ist sehr ähnlich. Beide sind dämmerungs- und nachtaktive Lauerjäger. Das heißt, dass die Tiere nicht aktiv auf die Jagd gehen, sondern gut getarnt nur den Kopf aus einem Versteck herausstrecken. So warten sie geduldig darauf, dass sich ein Beutetier in ihre Biss-Reichweite begibt. Dieses wird blitzschnell gepackt und im typischen Würgegriff erstickt. Am Tage verstecken sich die Tiere meist in dichtem Laub, Baumstämmen oder sie kriechen in abgelegene Höhlen und warten auf die Dämmerung. Die Jungtiere sind noch ausgesprochen gute Kletterer, diese Fähigkeit stellt sich aber mit zunehmendem Alter immer weiter ein. Dann klettern sie nur noch sehr selten auf Bäumen oder Sträuchern, was sicherlich auch an der nicht zu verachtenden Größe und folglich dem hohen Gewicht der Tiere liegt. Sie verbringen im Alter eigentlich die gesamte Zeit ihres Lebens am Boden.

## Systematik
Die im Jahre 1860 erstmals beschriebene Gattung Acranthopis gehört zur Familie der Boas (Boidae). Sie wird dort in die Unterfamilie der Sanziniinae gestellt. Der Gattung gehören zwei Arten an, von denen bislang noch keine Unterarten bekannt sind:
- Südliche Madagaskarboa (Acrantophis dumerili Jan, 1860)
- Nördliche Madagaskarboa (Acrantophis madagascariensis (Duméril & Bibron, 1844))

→ Siehe auch: Systematik der Schlangen

## Schutzstatus
Da der natürliche Lebensraum der Tiere auf der Insel stark gestört ist und auch in immer größerem Umfang zerstört wird, wurde diese Art streng geschützt. Wahrscheinlich leben heute in den Terrarien von begeisterten Schlangenzüchtern mehr Exemplare, als in freier Natur. Deshalb wurden beide in den Anhang A des Washingtoner Artenschutzabkommen aufgenommen und genießen auch als Anhang A Art der europäischen Artenschutzverordnung den höchsten Schutzstatus. 
Das bedeutet, dass sie in Deutschland nicht ohne Genehmigung der zuständigen Behörde gehalten werden dürfen. Beim Transport der Tiere muss auch die Genehmigung der zuständigen Landesbehörde vorhanden sein, zusätzlich besteht für Wildexemplare ein gesondertes Schaustellungs- und Vermarktungsverbot. Beim Im- oder Export gelten besondere Bestimmungen. Es muss eine Genehmigung des Bundesamtes für Naturschutz vorhanden sein. Zusätzlich schreibt die Bundesartenschutzverordnung vor, dass Reptilienarten des Anhangs A der europäischen Artenschutzverordnung zum Zwecke der Wiedererkennung des Tieres kennzeichnungspflichtig sind.